# Martin A. Hansen
Martin A. Hansen (egentligen Alfred Martin Jens Hansen) född 20 augusti 1909 i Strøby, död 27 juni 1955 i Köpenhamn, var en dansk författare.
Hansen utbildade sig till lärare i Haslev. År 1935 debuterade han med romanen Nu opgiver han.